# Медведівка (Черкаський район)
Медве́дівка (перша назва — Данилоград) — село в Україні, у Черкаському районі Черкаської області, центр Медведівської сільської громади. Населення — 1179 чоловік станом на 2007 рік (1953 на 1972 рік).

## Географія
Село розташоване на правому березі річки Тясмин, за 35 км від районного центру — міста Чигирин, за 25 км від залізничної станції Фундукліївка та за 42 км від обласного центру — міста Черкаси. Відстань до річкового порту на Дніпрі — Адамівки — 33 км. На півдні село сусідить з селами Івківці, Головківка і Новоселиця, на заході з селом Мельники і Зам'ятниця, на сході з селом Трушівці.

## Герб і хоругва
Герб: у срібному полі чорний лук, на якому натягнута праворуч червона стріла, над ними синій сигль «М».
Прапор (хоругва): квадратне полотнище, яке складається з трьох вертикальних смуг — синьої, білої та синьої (співвідношення їх ширин рівне 1:3:1), на білому полі чорний лук, на якому натягнута до древка червона стріла, над ними — синя літера «М».
Символи затверджено сільською радою 1998 року. Автор проєктів — А. Гречило.

## Історія
Недалеко від села виявлено поселення часів неоліту, періоду бронзи, а також ранньослов'янське поселення черняхівської культури Біля села знаходяться кургани бронзової доби (кінець ІІІ — початок I тисячоліття до н. е.)

### XVI ст.
У першій половині XVI ст. територія, де згодом виникла Медведівка, була пустищем. Приплив населення до цієї місцевості був значним, а чигиринський та корсунський староста Іван Данилович «…для людей вільних, що у Чигирині вже не вміщалися…, вказав місце». Тут виникло поселення, яке староста назвав Данилоградом. Згодом (у 1792 році) йому було надане магдебурзьке право. Але назва «Данилоград» не прижилася. За поселенням закріпилася назва Медведиця (згодом Медведівка) — однойменно з річкою Медведівка (Медвідь, Медведь, Медведиця, Медведка[джерело не вказане 814 днів]) і однойменного з нею урочища[джерело не вказане 814 днів].
У першій половині століття на острові Дубина в долині Тясмину поблизу Медведівки був заснований Медведівський Миколаївський монастир.

### XVIIст.
У матеріалах перепису Корсунського староства за 1616 рік зазначено, що в новому поселенні є 20 міських будинків і 280 козацьких хат.
У 1649 році тут була створена козацька сотня. Медведівка стала сотенним містечком. Після визвольної війни 1648—1657 рр. Б. Хмельницький держав її у власному користуванні.
За Андрусівським перемир'ям 1667 року та «Вічним миром» 1686 року Медведівка залишилася у складі Польщі. Сюди знову повернулася шляхта. Містечко не раз дощенту руйнували і грабували татари. Востаннє вони жорстоко сплюндрували його 1735 року.

### XVIIIст.

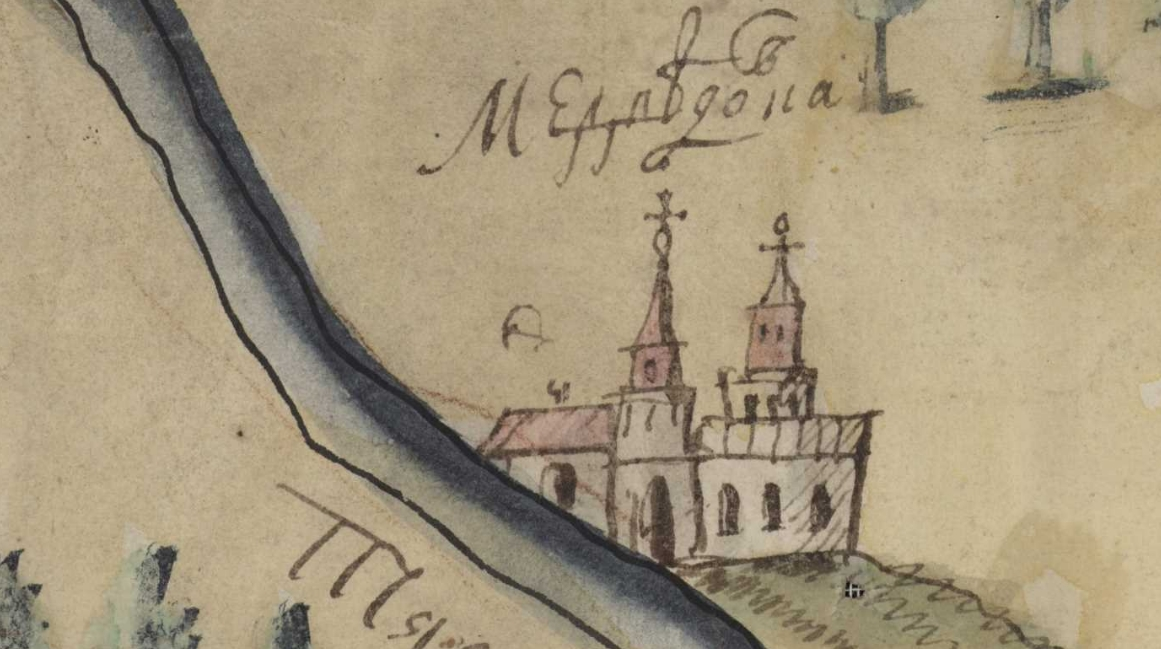
Медведівка на карті XVIII століття

1741 року в містечку мешкало 1300 чоловік. Крім рільництва, його жителі займалися ремеслами, тут існував ткацький цех.
Селяни Медведівки не раз виступали зі зброєю в руках проти гнобителів, поповнювали лави гайдамаків. В листопаді 1737 року польський каральний загін під містечком напав на гайдамаків (близько 200 чоловік), до яких підійшло ще 200 чоловік підмоги. Гайдамаки спершу погнали, а потім під Кам'янкою зовсім розгромили шляхту. В 1743 році загін повстанців спалив панський будинок в Медведівці. У скаргах до сейму та короля панство писало, що селяни не слухають поміщиків, тікають до «гультяїв», зокрема 1749 року згадувалось про поширення повстання і на містечко. Гайдамаки розгромили тут поміщицький маєток також у 1751 році.
Та найбільшим виступом народу проти поневолювачів була Коліївщина. Місцем активних дій повсталих став Холодний Яр, Мотронинський монастир і село Медведівка. Очолив повстання уродженець сусіднього села Івківці запорізький козак Максим Залізняк. Гайдамаки очистили від шляхти й орендарів Чигиринське, Смілянське, Жаботинське і Черкаське староства і в червні того ж року рушили на Умань.
У Медведівці із загоном у 300 гайдамаків два тижні перебував один з ватажків, повстання — Семен Неживий. Багатьох повстанців з села Медведівка (підданих Російської держави) влада затаврувала і заслала до Сибіру. Серед них опинився і Максим Залізняк. Довгий час серед мешканців села ходили чутки, що він утік із в'язниці і брав участь у селянській війні під проводом О. Пугачова.
Після приєднання Правобережної України до Лівобережної у складі Росії 1793 року Медведівка увійшла до Чигиринського повіту. Повновладним господарем у ній став шляхтич Геронім Собанський. Він збільшив панщину до 3 днів на тиждень, посилив утиски. Селяни в 1832 році подали київському генерал-губернатору скаргу на поміщика. Як і слід було сподіватися, на скаргу не зважили.

### XIXст.
З 1836 року землі Медведівки перейшли у власність сенатора Фундуклея. На той час у селі було 80 дворів, у яких проживало 633 чоловіка.
На 1852 рік у селі проживало 66 ремісників.
У 1859 році в селі було 2122 жителі. Через кожні два тижні тут проводились торги (в неділю), а тричі на рік влаштовувались ярмарки.
У 1860 році в селі відкрито школу початкової грамоти. Тут вивчали азбуку 14 селянських дітей.
Після скасування кріпацтва селяни не тільки не отримали більше землі, а й втратили частину тієї, на якій господарювали. Найродючіші ділянки було відібрано поміщиком, які згодом скупив цукрозаводчик Терещенко, що привело до заворушень, на придушення яких київський генерал-губернатор у 1861 році послав каральний загін, що мав 200 солдат.
Поміщик Фундуклей, якому належало 16 916 десятин землі, у 1866 році побудував в селі млин, де не тільки мололи зерно, а й валяли сукно на фолюшах. У тому ж році до ладу стала цегельня. Броварню, яка діяла тут з 1835 року, було значно розширено.
Станом на 1885 рік у колишньому державному та власницькому містечку Головківської волості Чигиринського повіту Київської губернії, мешкало 2496 осіб, налічувалось 345 дворових господарства, існували православна церква, костел, синагога, єврейський молитовний будинок, школа, 2 постоялих двори, 11 постоялих будинків, лавка, водяний млин, пивоварний завод, відбувались ярмарки по неділях що два тижні.
На 1895 рік в селі налічувалось 360 дворів, де проживали 4458 (дуже сумнівно) жителів[джерело?]. Воно мало поштове відділення; тут діяло 15 вітряків. Населення в основному займалось хліборобством: сіяли жито, пшеницю. Селяни вирощували цукрові буряки для Осотянської цукроварні.
За переписом 1897 року кількість мешканців зросла до 3683 осіб (1816 чоловічої статі та 1867 — жіночої), з яких 2219 — православної віри, 1453 — юдейської.

### XXст.
Напередодні революції 1905—1907 років в селі діяла революційна група селян, очолювана Е. Т. Слюсаренко та Л. Й. Руденко. В 1907 році група була розкрита, а її активних учасників вислано до Вологодської губернії.
На початку століття село почало бідніти. Маючи невеличкі клаптики землі, багато селян не в змозі були прогодувати свої сім'ї. Селяни залишали село і йшли у найми. Так у 1907 році в селі було 460 господарств, а в 1912 їх лишилося 402. З них 108 зовсім не мали худоби, близько 100 господарств не мали тягла (на селі було 102 коней і 78 волів).
В роки першої світової війни становище ще погіршилось. У селян на потреби армії реквізували коней, худобу, вози й продовольство.
У березні 1918 року село зайняли війська УНР.
У 1918—1923 рр. Медведівка належала до Холодноярської республіки.

#### Радянська доба

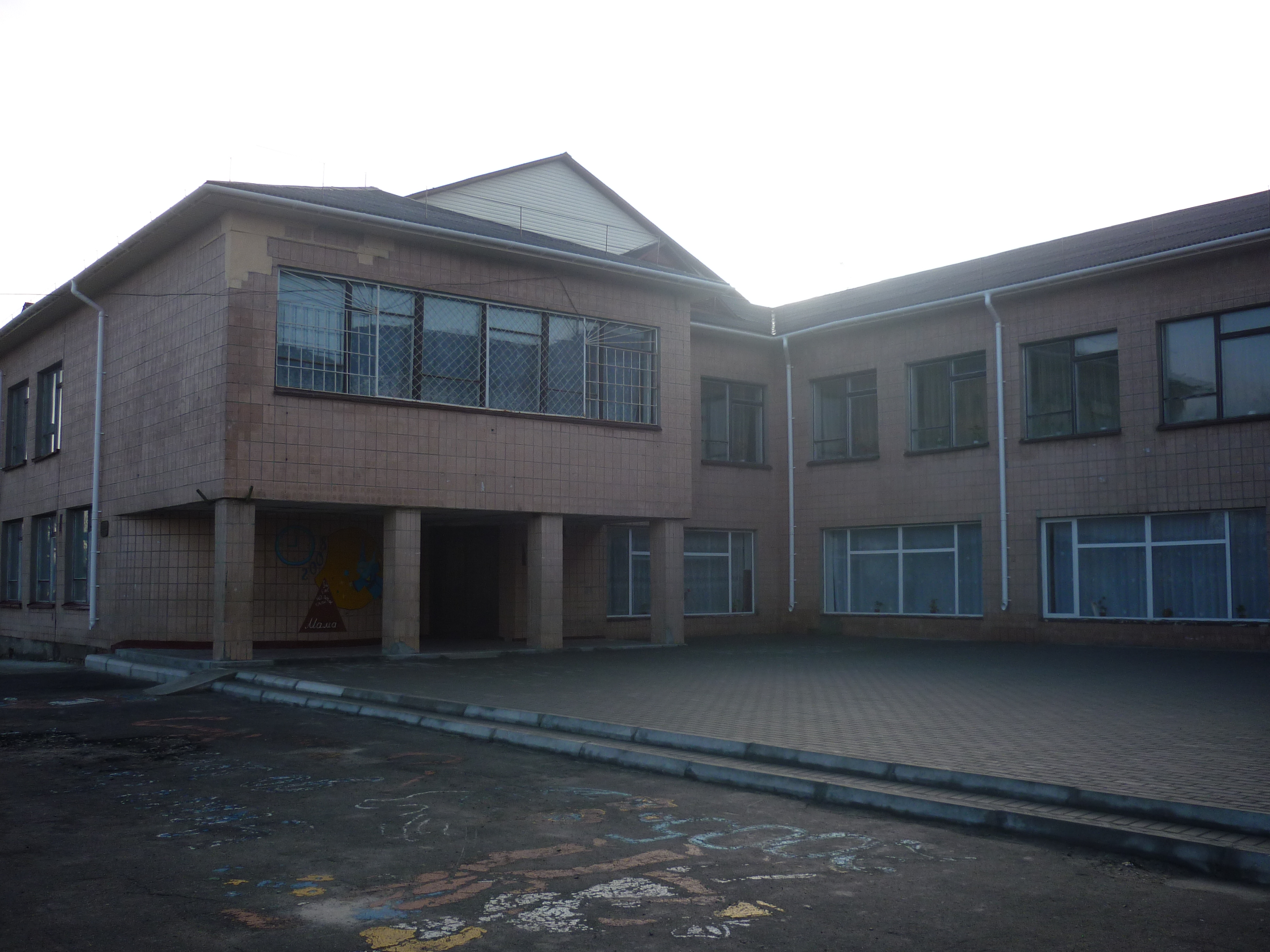
Школа в селі Медведівка

11 квітня 1923 року постановою Київського губвиконкому створено Медведівський район у складі Черкаського округу, який проіснував до 3 лютого 1931 року.
На початку 1925 року в селі організовано товариство спільного обробітку землі «Благо». На той час в Медведівці проживало 2940 чоловік. Займалися вони в основному хліборобством і торгівлею. Тут діяв шкіряний завод, декілька вітряків, паровий млин, збудований сільськогосподарською кооперацією, олійниця і дві кузні. Розпочали роботу медична та ветеринарна лікарні, аптека.
У 1926 році в селі відкрито семирічну школу, де працювало 9 учителів і навчалось 439 учнів. Протягом 1927—1928 років грамотою оволоділи також 204 дорослі мешканця села.
Восени 1926 року в Медведівці засноване сільськогосподарське кредитне товариство, яке на кінець року мало 509 членів та 91 тисячу карбованців коштів. Від нього селяни отримували допомогу грішми, посівним матеріалом, реманентом. Товариство відкрило свою прокатну станцію, яка мала сівалки, трієри, культиватори, залізні борони та інший сільськогосподарський реманент. Одночасно було створене і споживче товариство (264 члени) з місячним оборотом 39,7 тисяч карбованців.
В 1929 році в селі створено два колгоспи — «Новий шлях» і «Червона дружба». Через рік вони злились в одну артіль «Серп і молот», яка на 1 лютого 1930 року об'єднала 501 господарство і мала 850 га орної землі.
1930-го року утворено Медведівську машинно-тракторну станцію, що в 1937 році по рентабельності вийшла на одне з перших місць в області.
В 1936 році в селі відкрито середню школу.
Напередодні Другої світової війни в Медведівці був клуб, пошта, працювало 4 торгові точки.

##### Друга світова війна
25 серпня 1941 року село окуповали німецькі війська. 12 жителів Медведівки пішли до партизанських загонів, а понад 60 жителів села допомагали партизанам — збирали зброю, заготовляли і переправляли до лісу харчі, забезпечували загони одягом, взуттям, медикаментами, лікували поранених.
У Медведівці 1 серпня 1943 року партизани загону П. А. Дубового напали на ворожий гарнізон, знищили 95 тонн пального на нафтобазі, зруйнували вузол зв'язку, майстерню, розгромили комендатуру, вбили двох жандармів. 8 грудня того ж року партизани загону ім. Москви висадили у повітря міст на ділянці Медведівка — Мельники.
8 січня 1944 року частини 52-ї армії разом з партизанами реокупували село.

##### Післявоєнні часи

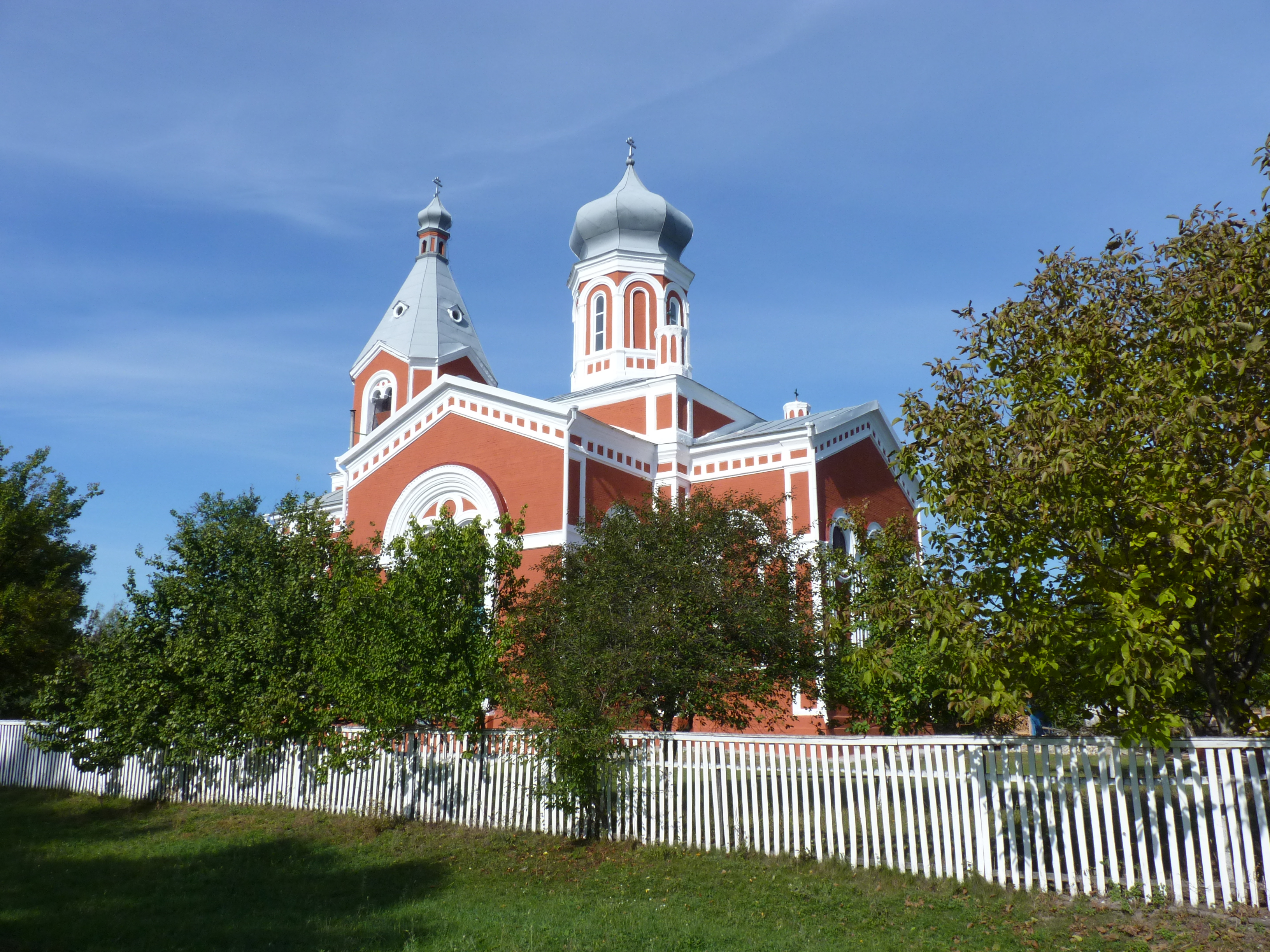
Медведівка на топографічній мапі

Після визволення села почалася відбудова господарства. В березні 1945 в новоствореній артілі працювало 987 колгоспників. З них чоловіків — 73, жінок — 581, неповнолітніх — 125, людей похилого віку і непрацездатних — 195. Колгосп мав 3 двигуни, 54 кінні плуги, 50 борін, 18 культиваторів, 4 сівалки.
Відновила роботу Медведівська МТС. У 1950 році вона мала 40 тракторів, нові механічні майстерні, гараж.
За роки четвертої п'ятирічки в колгоспі відбудовано всі зруйновані приміщення, споруджено два нові корівники з цегли, кошару, телятник, птахоферму, зерносховище, теслярські майстерні, цегельний завод, а також їдальню, радіовузол, дитячі ясла та інше.
У 1956 році відбудоване і переобладнане приміщення середньої школи, споруджено 2 гуртожитки для учнів віддалених сіл, майстерню.
1959 року Медведівській сільраді були підпорядковані села Івківці, Зам'ятниця, Деменці. На базі колгоспів цих сіл та колгоспу «Серп і Молот» утворилось одне велике господарство ім. Куйбишева з площею орної землі 3060 га, який очолив С. І. Удодов. Після реорганізації Медведівської МТС колгосп купив 45 тракторів, 18 комбайнів, 30 сівалок, 1 бульдозерну лопату, 4 механічні млини, 3 електрозварювальні апарати та повний комплект причіпного інвентаря. З 1961 року колгосп спеціалізувався на виробництві м'яса великої рогатої худоби.
До 1967 року колгосп побудував механічну майстерню, 16 приміщень для утримання тварин, 6 свердловин для подачі води на ферми, 2 кормокухні, три цегельні заводи, вальцьовий млин, а також риборозплідник на 0.5 мільйонів мальків, 5 ставків (60 га водного зеркала), увів у дію зрошувальну систему на площі 60 га, а також спорудив будинок культури на 600 місць, сільунівермаг, аптеку. На всіх трьох дільницях побудував і обладнав типові приміщення дошкільних дитячих закладів.
Станом на 1972 рік в селі працював хлібзавод потужністю 10-12 тонн виробів за зміну. Населення обслуговували кравецька і швейна майстерні, пошта, перукарня, готель, ресторан та три їдальні, 9 магазинів та ларків, комунгосп, який виконував замовлення по ремонту приміщень, будівництву різних споруд та інше. Село було повністю електрифіковане та радіофіковане. Мало автобусне сполучення з Черкасами, Чигирином, Олександрівкою та навколишніми селами. Була перебудована і розширена Медведівська лікарня. В ній працював стаціонар на 50 ліжок, рентгенівський і стоматологічний кабінети, операційна, машина швидкої допомоги. В середній школі працювало 30 вчителів, що навчали понад 300 учнів. При школі працювали групи подовженого дня, які відвідували понад 100 учнів. В селі працювало три бібліотеки, стаціонарна кіноустановка.

### Сучасність

Медведівський краєзначий музей

Нині в селі функціонують школа, лікарня, дитячий садок, торгові точки. Постійно діють церква Успіння Пресвятої Богородиці та краєзнавчий музей.

## Населення

### Мова
Розподіл населення за рідною мовою за даними перепису 2001 року:
| Мова       | Кількість | Відсоток |
| ---------- | --------- | -------- |
| українська | 1405      | 97.50%   |
| російська  | 33        | 2.29%    |
| білоруська | 2         | 0.14%    |
| угорська   | 1         | 0.07%    |
| Усього     | 1441      | 100%     |

## Пам'ятки, визначні місця

### Пам'ятки природи
- Дзюркало — гідрологічна пам'ятка природи місцевого значення.
- Залізнякова криниця — гідрологічна пам'ятка природи місцевого значення.

### Археологічні
- Кургани епохи бронзи
- Медведівський замок

### Архітектурні
- Церква Успіння Пресвятої Богородиці.
- Приміщення костелу.

### Меморіали, пам'ятники
- Пам'ятник загиблим воїнам Другої світової війни.
- Пам'ятник загиблим воїнам Другої світової війни.
- Пам'ятник Максиму Залізняку.
Його відкрили в 1993 році на відзначення 225-літнього ювілею Коліївщини.
- Пам'ятник «Слава Україні».

## Відомі люди

### Народилися
- Глоба Лазар Остапович (?—1793) — осавул Війська Запорозького
- Гай Галина Семенівна (1956—2021) — поетеса.
- Островська Людмила Іванівна — українська журналістка, редактор радіопрограм.
- Марія Юлія Залеська (1831—1889) — польська письменниця і перекладачка.

## Галерея

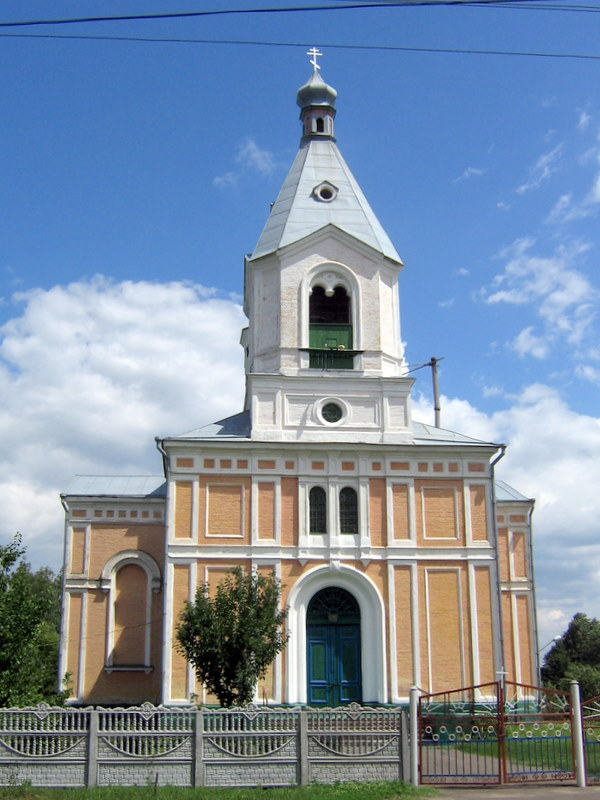
Церква Успіння Пресвятої Богородиці
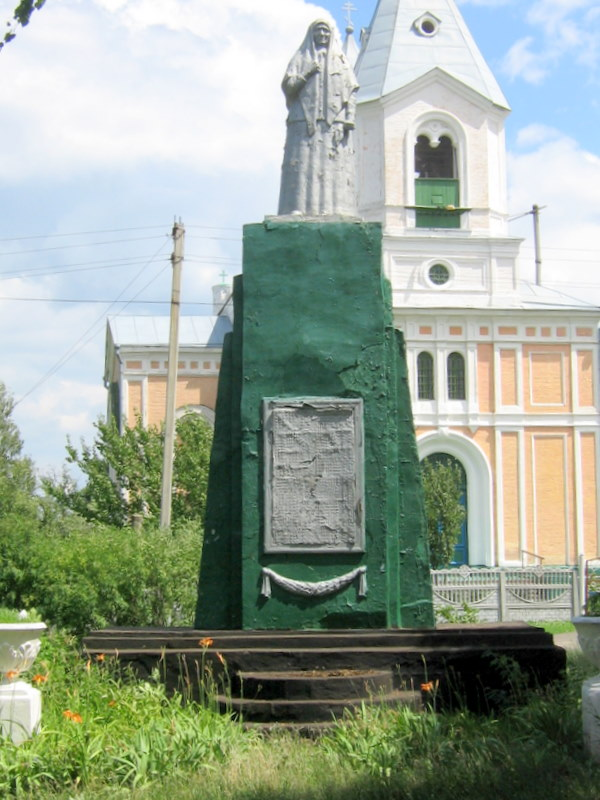
Пам'ятник загиблим воїнам Другої світової війни
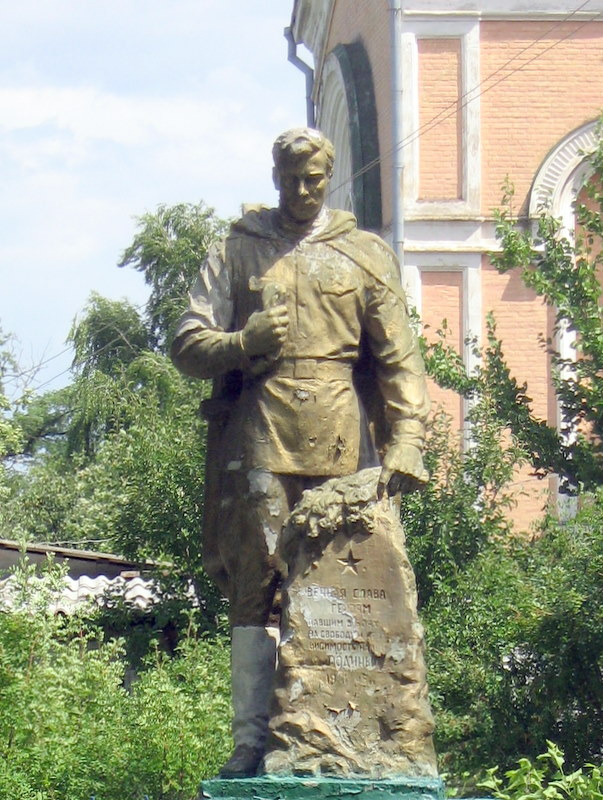
Пам'ятник загиблим воїнам Другої світової війни
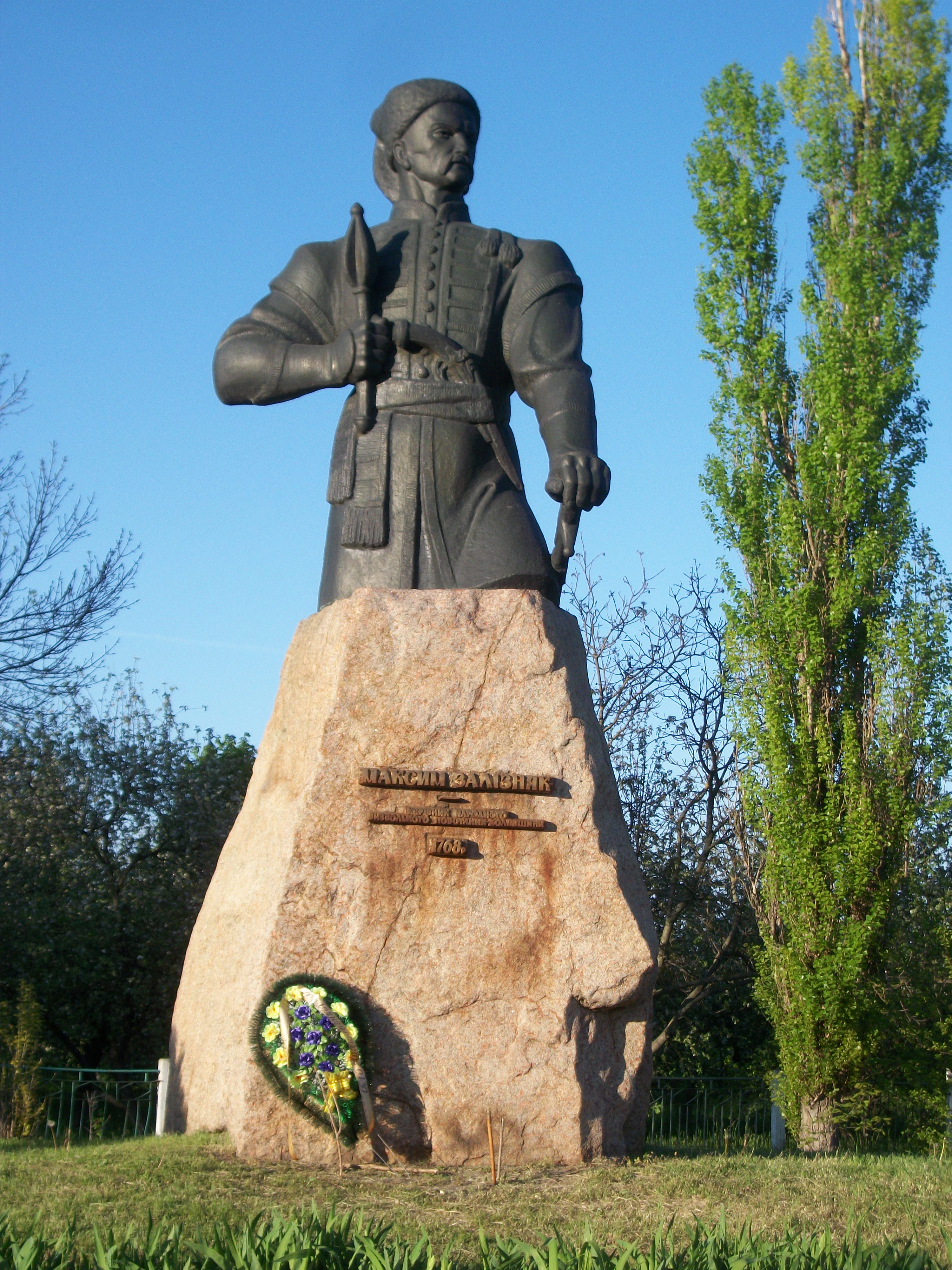
Пам’ятник Максиму Залізняку. 2014
Пам'ятник "Слава Україні!"
Пояснювальна табличка до пам'ятника "Слава Україні!"

## Публікації
- Руденко О. Моє рідне село: [Історія с. Медведівки] //Чигирин.вісті. — 1998. — 12 серп.
- Руденко О. Медведівка за часів козацтва //Чигирин. вісті. — 1993. — 17, 20 лют.
- Руденко О.К. Історія Медведівки. // За редакцією Лавріненка Н. - Черкаси, видавець Чабаненко Ю., 2017. –166 с